# Metastrongylus
Genre
Metastrongylus est un genre de nématodes de la famille des Metastrongylidae qui parasitent très communément le porc ou le sanglier. Ils appartiennent à un groupe de parasites couramment appelé strongles.
La manifestation extérieure de la maladie est une bronchite, qui apparait lorsque ces vers (larve au stade final et adulte) infectent les poumons de leur hôte qui réagissent notamment par une hypersécrétion de mucus.
La maladie parasitaire (metastrongylose) est appelée « bronchite vermineuse ». Elle se manifeste par des symptômes tels que bronchite, trachéite, toux ou suffocation pouvant parfois conduire à la mort si l'animal ne guérit pas spontanément.
C'est sans doute l'une des premières causes de mortalité des jeunes marcassins. Il en existe une variante asthmatiforme, qui serait associée à une réaction des poumons à une nouvelle infestation après que l'hôte a survécu à une première infestation.

## Description
- longueur : de 10 à 23 mm pour les mâles, et 21 à 50 mm pour les femelles[1].
- lèvre trilobée
- pore excréteur (anus) situé en arrière de l'anneau nerveux
- œufs : ellipsoïdes à paroi épaisse et légèrement ridée, contenant une larve « L1 »

Un provagin est présent chez la femelle de M. pudendotectus et M. asymmetricus qu'on différencie par la position de leur vulve (près de l'anus chez M. pudendotectus) et devant le provagin chez M. assymmetricus.
Les 3 autres espèces les plus communes en Europe, M. salmi, M. elongatus et M. confusus n'ont pas de provagin et se distinguent par la position de leur vulve (par rapport à leur anus; en avant chez M. salmi chez lequel elle forme une structure où de petites vésicules sous-corticulaires rondes sont apparentes, alors que chez M. elongatus et M. confusus, la vulve est toujours près de l'anus, la différence entre les deux espèces étant alors faite à partir de l'observation des mâles dont la bourse copulatrice diffère. Les mâles de toutes les espèces se distinguent par des longueurs de spicules différentes ou par la forme de l'extrémité des spicules (en ancre ou crochet respectivement chez M. pudendotectus et M. salmi).

## Cycle de vie
Le cycle biologique de cette espèce commence avec les œufs pondus par un ver adulte dans les bronches ou bronchioles de l'hôte (porc, sanglier…). Ces œufs seront expulsés par l’animal avec le mucus excrété par les poumons, puis avalés via le pharynx et excrétés via les fèces après avoir traversé intacts l'estomac et l'intestin.
La larve contenue dans l'œuf ne pourra survivre que si l'œuf (ou une larve L1 fraichement éclose) est ensuite ingéré par un ver de terre (Lumbricus ou Helodrilus…). La larve de strongyles se développera dans le ver de terre, en passant par 3 stades larvaires avant de muer en un adulte infectant les animaux qui mangeront les vers de terre.
Une fois ingérée par un porc ou un sanglier, la larve perfore l’intestin de son hôte et migre vers les ganglions lymphatiques puis le système sanguin qui la conduit jusqu’au cœur droit et enfin aux poumons. Durant la phase pulmonaire, la larve passe encore par deux nouveaux stades larvaires avant de devenir adulte et pouvoir pondre. Un même animal est fréquemment infecté par plusieurs espèces de strongles différents.

## Espèces connues de métastrongyles[1]
Europe de l'Ouest
- Metastrongylus asymmetricus (Noda, 1973) ; trouvé en Europe de l'Ouest dont en France, uniquement à Chambord[1] chez environ 1/4 des sangliers
- Metastrongylus confusus (Jansen, 1964) ; très commun en Europe de l'Ouest, dont en France où on le trouve chez presque tous les sangliers
- Metastrongylus elongatus (Dujardin, 1845) : autrefois aussi nommé Metastrongylus apri (trouvé en Corse, Bourgogne et Camargue chez environ 1/4 des sangliers observés
- Metastrongylus pudentodectus (Wostokow, 1905) ; autrefois classé dans le genre Chaerostrongylus. Il est très commun en Europe de l'Ouest, dont en France où on le trouverait chez presque tous les sangliers tués à la chasse[1]
- Metastrongylus salmi (Gedoelst, 1823) ; très commun en Europe de l'Ouest, dont en France où on le trouve chez presque tous les sangliers étudiés par la thèse de B. Védrine.

Europe de l'Est (Ex-URSS)
- Metastrongylus tschiauricus (Koyava, 1956), uniquement décrit dans certains pays de l'ex-URSS [1]

Afrique
- Metastrongylus madagascariensis(Chabaud et Gretillat, 1956), uniquement décrit à Madagascar[1]

## Écoépidémiologie
Dès les années 1940, Shope a estimé que des métastrongylus pouvaient dans certaines conditions servir de réservoir de virus grippaux et contribuer à transmettre des virus de la grippe « porcine » aux porcs,. 20 ans plus tard, le vétérinaire américain HG Sen estimait, sur la base d'expérimentations, que le ver de terre pourrait lui-même jouer un rôle dans ce type de cycle de transmission de certaines formes de grippe, et le virus et le ver semblaient, in vitro pouvoir s'associer, et contribuer à l'infection de porcs.

## Liste d'espèces
Selon NCBI (2 avr. 2011) :
- Metastrongylus asymmetricus
- Metastrongylus confusus
- Metastrongylus elongatus
- Metastrongylus pudendotectus
- Metastrongylus salmi